# Alan Sonfist
Alan Sonfist (Bronx New York, 1946) is een Amerikaanse kunstenaar, wiens werk wordt geassocieerd met de zogenoemde land art, earth art of environmental art beweging. 

## Zijn projecten
Sonfist is het meest bekend geworden door zijn project "Time Landscape", uitgevoerd in Manhattan, New York. Het project werd door Sonfist gepresenteerd in 1965, maar pas uitgevoerd in 1978 onder de toenmalige burgemeester Ed Koch. Het project wordt door velen gezien als het eerste in zijn soort (land art) in het stedelijk landschap.
Meer recent heeft Sonfist een 4000 m² groot landschapsproject, getiteld "The Monument of The Lost Falcon" (2005), gecreëerd aan de Waldskulpturenweg - Wittgenstein - Sauerland, een beeldenroute tussen de plaatsen Bad Berleburg (Siegerland-Wittgenstein) en Schmallenberg (Hochsauerland), in de deelstaat Noordrijn-Westfalen Duitsland. Vanuit vogelperspectief gezien lijken de opgeworpen aarden wallen, die met bomen zijn beplant, midden in het Wittgensteiner bos, op een zwevende valk.
Sonfist woont in New York.

## Enkele projecten
- Time Landscape
- The Elementals
- Nature overcomes machine
- Ancient tree
- Seeds of the universe
- Nature mime
- Ghosts
- Childhood